# 김복규·김기종 효자정려비 및 정판
김복규·김기종 효자정려비 및 정판(金福奎·金箕鍾 孝子旌閭碑 및 旌板)은 대한민국 전북특별자치도 임실군 임실읍 정월리, 효충서원 내의 정려각안에 서 있는 이 2기의 석비로, 조선 철종 때 사람인 김복규, 김기종 부자의 효행을 기리고 있다. 1993년 8월 31일 전라북도의 유형문화재 제144호로 지정되었다.

## 개요
정려비란 충신·효자·열녀 등의 언행과 정신을 기리기 위하여 그들이 살던 마을 입구에 세우는 비이다. 효충서원 내의 정려각안에 서 있는 이 2기의 비는 조선 철종 때 사람인 김복규, 김기종 부자의 효행을 기리고 있다.
김복규는 효심이 지극한 이로, 16세에 부친상을 당하였으나, 묘지를 정하지 못한 채 밤낮으로 슬픔을 이기지 못하였다. 그러던 중 꿈에 나타난 도사가 일러준 대로 약을 구해 아버지께 다려드리니 다시 깨어나 천수를 누리게 되었다. 이러한 그의 효행을 듣고 나라에서는 증 공조참판동지의금부사의 벼슬을 내려주었다. 그의 아들 기종 역시 아버지에 대한 효가 지극하여 부모상을 당하자 3년간을 묘 옆에 초막을 짓고 살며 애통해 하였다. 그 때의 울음소리가 마치 호랑이의 울음소리 같았다 하여 마을 이름을 ‘호동(虎洞)’으로 바꾸어 부르게 되었다는 이야기도 전한다.
비는 낮은 사각받침돌 위로 비몸을 세운 간결한 모습으로, 2기 모두 형식이다. 앞면에는 각각 비의 제목을 세로로 새겼는데, 추사 김정희가 쓴 글씨이다.
조선 철종 6년(1855)에 세운 것으로, 이조참판 서유훈이 왕의 명을 받들어 건립하였다.

## 참고 자료
- 김복규.김기종효자정려비및정판 - 국가유산청 국가유산포털
- 김복규.김기종효자정려비및정판 보관됨 2014-05-18 - 웨이백 머신 - 임실군 문화관광